# Eruga viatrix
Eruga viatrix là một loài tò vò trong họ Ichneumonidae.